# Rectilinear Landscape
Rectilinear Landscape – obiektyw fotograficzny zbudowany przez Johna Dallmeyera w 1888 r.
W 1859 J. T. Goddard (zm. 1864) zaproponował modyfikację do używanych wówczas tzw. „obiektywów pejzażowych” typu Chevaliera i Grubba, które miały bardzo prostą konstrukcję, ale jako obiektywy jednoelementowe cechowała je poważna dystorsja. Według Goddarda wstawienie klejonego dubletu o zerowej mocy pomiędzy przysłonę i soczewkę znacznie poprawiłoby dystorsję obiektywu.
Goddard nie miał możliwości produkcji takiego obiektywu (według niektórych źródeł zaprojektował i skonstruował je, ale nie produkował na skalę masową) i dopiero Dallmeyer w 1888 r. rozpoczął sprzedaż tego typu obiektywu, który nazwał Rectilinear Landscape (obiektyw pejzażowy prostoliniowy).
Pod względem braku dystorsji Rectilinear Landscape był rzeczywiście znacznie lepszy od prostszych od niego obiektywów pejzażowych, ale w 1888 na rynku było już więcej bardziej uniwersalnych i jaśniejszych konstrukcji (otwór względny Rectilinear Landscape wynosił tylko f/16) i nie zdobył on znacznej popularności.